# ACDSee
ACDSee（エイシーディーシー）は、カナダのACD Systems社が開発したWindows用統合型画像管理ソフトウェア。Windows 3.1の頃から開発されており、現在のバージョンは英語版、日本語版ともに19。英語版ではシェアウェアとして発売されている。また過去にはMac OS版も発売されており、ACDSee Pro Mac及びPhoto Frame ManagerではmacOSに対応している。

## 概要
基本的にエクスプローラライクなファイル管理ウィンドウと、画像ビューアの構成になっている。画像表示に関しては、初期の頃から多種多様な画像フォーマットに対応しており、内蔵されたデコードプログラムが高速に表示することで知られていた。特に初期のバージョンのJPEGデコードプログラムはMosaicにバンドルされていた。またVer.3からはデコードプログラムなど大半の機能をプラグイン化、多種多様な機能を後から追加可能にしている（英語版では追加アドインキットが販売されている）ほか、Susie形式のプラグインを読み込むことができるようになり、日本独自の画像フォーマットにも対応できるようになった。
ユーザーインターフェースも、エクスプローラライクな形態で、カスタマイズが可能。また印刷処理やデジタルカメラで撮影した写真画像の取り込み・管理なども容易にしやすくなっている。ペンタックス製・コニカミノルタ製のデジタルカメラ、アイ・オー・データ製のUSBメモリ、東芝製ムービーカメラにもバンドルされていた。
また、画像の補正も単体で可能になっている。関連商品として画像補正・編集機能が独立・強化されたACDSee Photo Editor、デジタル一眼レフなどハイエンドクラスのデジタルカメラを使用するプロフェッショナルユーザー向けにRAW画像の処理やノイズ除去処理などの機能を追加したACDSee Pro、デジタルフォトフレーム用に画像を管理・最適化・転送するACDSee Photo Frame Manager、Proにレイヤー編集機能を追加した最上位版のACDSee Ultimateが発売されている。
さらに最近のトレンドであるクラウド化も取り入れ、発売中のほとんどのパッケージ及びオンラインストレージを利用できる年間メンバーシップACDSee 365も提供している。
2016年3月、英語版の半年遅れで ACDSee 19/Pro 9/Ultimate 9 の日本語版（バージョン19.2/9.2）がリリースされ、同時に利用方法がソフトウェア単体の年間ライセンスと、ソフトウェアに加え ACDSee 365 の利用権を含むいわゆるサブスクリプションの二形態となったが、その後何の告知もなく一般的な単体購入も追加された（もともと本国では当初より単体売りもしていた）。ダウンロードのみでパッケージ販売は行われていない。同年 10月には ACDSee 2017 の名でパッケージ版が復活した（バージョンそのものは 9.3/ 19.3 ）。

## 日本語版
日本語版の発売に関しては、バージョンごとで紆余曲折をたどっている。
1999年、新潟キヤノテック(現キヤノンイメージングシステムテクノロジーズ)が日本語化権を取得、当時のACDSee32 2.41を日本語化したACDSee32 2.5を発売したことが始まりとなる。その後新潟キヤノテックはWindows版をVer.3.1J、MacOS版をVer.1.0Jまで発売するが、2001年8月にP&Aが製品販売権を取得、ACD Systems製品の日本での日本語化・発売・サポートがP&Aへと移ることとなった。
P&AからはWindows版の5.0J、MacOS版の1.6Jまで発売されたが、ACD Systemsとの代理店契約が2004年2月で満了。一方ACD Systemsは統合グラフィックソフト「Canvas」を開発したDENEBA Softwareを買収する。このCanvasの日本語版を開発・発売している関係から、日本ポラデジタルがACD Systemsとの日本での代理店契約を結び、ACDSee 6.0Jを発売した。
その後2005年9月に日本ポラデジタルとのCanvas以外の代理店契約が切れたのに伴い、ACD SystemsはアイフォーとACDSeeの販売契約を締結、ACDSee 7からはアイフォーが日本での発売・サポートを担当するようになり、2007年4月にアイフォーが親会社であるイーフロンティアに吸収合併されたのに伴い、イーフロンティアが発売・サポート業務を引き継いでいる。
2011年にはPro 4及びProのMac版が発売されるのに伴い、両製品の発売元がデジカに移管、同時に日本語WebサイトもACD Systemsが直接運営していたのもデジカに移管している。パッケージ版の販売とサポートはイーフロンティアが継続して行っている。
このような経緯もあり、さらにローカライズもカナダ本国で行っていることから日本語版のリリースは英語版のバージョンアップから大きく遅れることが多く、またRAWサポートも後回しになりがちである。ただしバージョン間のプラグイン互換性が非常に高いため、自己責任で標準の画像デコーダであるIDE_ACDStd.aplを英語版等から移植して過去のバージョンで最新機種のRAWファイルを扱うこともできる。
2016年、前述の通りメジャーバージョンアップとともに年単位のライセンス契約に変更され、さらに ACDSee 365 のクラウドストレージや無償バージョンアップなどを含むサブスクリプションとして無印の19にシルバープラン、Pro 9にゴールドプラン、Ultimate 9にプラチナプランが用意された。海外ではそれぞれ ACDSee 365 の Management Plan、Photography Plan、Ultimate Plan になる。ただし国内サイトを見ても買取とソフトウェア単体の年間ライセンスと ACDSee 365 サブスクリプションの違いに関して特に説明がなく、さらにACDSee 365 サブスクリプションのプラン名が内外で異なることもあって利用者の混乱を招いている。現在の販売元であるジャングルも、パッケージ売りを始めるにあたってダウンロード版から名称を変更したため、（英語版はとっくに バージョン 10 / 20 がリリースされているので）新バージョンと勘違いする既存ユーザーが相次いだ。